# Csehszlovákia Kommunista Pártja
Csehszlovákia Kommunista Pártja (CSKP) - szlovákul: Komunistická strana Československa (rövidítve KSČ) - 1921 és 1992 között működő szélsőbaloldali parlamenti párt volt Csehszlovákiában, a Kommunista Internacionálé tagja. Alapvető programpontja a szovjet minta szerint vezetett osztályharc volt, beleértve az osztályellenség, vagy ideológiai ellenség fizikai megsemmisítését is. Az 1993-as kommunista rendszer jogellenességéről szóló törvény bűnszervezetnek minősítette.

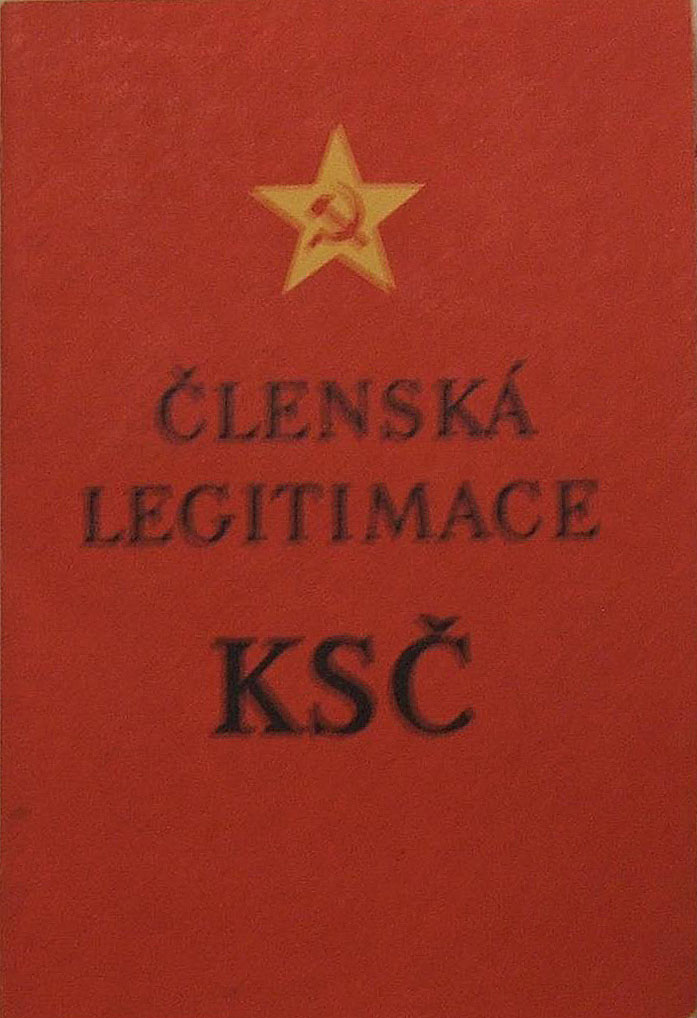
A CSKP tagsági könyve

## Történet
A CSKP 1921. május 14–16 között alakult a csehszlovák szociáldemokrácia kiszakadt nagyobb részének átnevezésével. Első elnöke Bohumír Šmeral volt. Megalakulásakor abszolút és viszonylagos számadatai alapján is az egyik legnagyobb kommunista párt volt a világon. 1925-ben bejelentette a bolsevizációs folyamat elindítását, ami a Kommunista Internacionálétól való függőség programszerű megszilárdítását jelentette.
A CSKP az 1948. február 25-ikei Februári puccs (ún. Februári Győzelem) alkalmából vette át a hatalmat. Ebben segítségére volt a demokrata pártok hibás taktikája is, amelyek bár tudatában voltak a helyzet komolyságának, túlságosan bíztak Beneš államelnökben, aki viszont a nyomás hatására elfogadta a kommunisták összes követelését és a csehszlovák Nemzetgyűlés 1948. március 11-én bizalmat szavazott Klement Gottwald kormányának. A CSKP totalitárius uralma 1989. november 17-ig tartott.

### Vezetők
A CSKP vezetőjét elnöknek (Předseda) hívták 1945–1953 között, első titkárnak (První tajemník) 1953–1971 között, főtitkárnak (Generální tajemník) 1921–1945 és 1971–1989 között.
- különféle személyek (1921 – 1925)
- Bohumil Jílek (1925 – 1929)
- Klement Gottwald (1929 – 1953)
- Antonín Novotný (1953 – 1968)
- Alexander Dubček (1968 – 1969)
- Gustáv Husák (1969 – 1987)
- Miloš Jakeš (1987 – 1989. november 24.)
- Karel Urbánek (1989. november 25. – 1989. december 20.)
- Ladislav Adamec (1989 – 1990) elnök
- Vasil Mohorita (1989 – 1990) első titkár